# Camp Muir

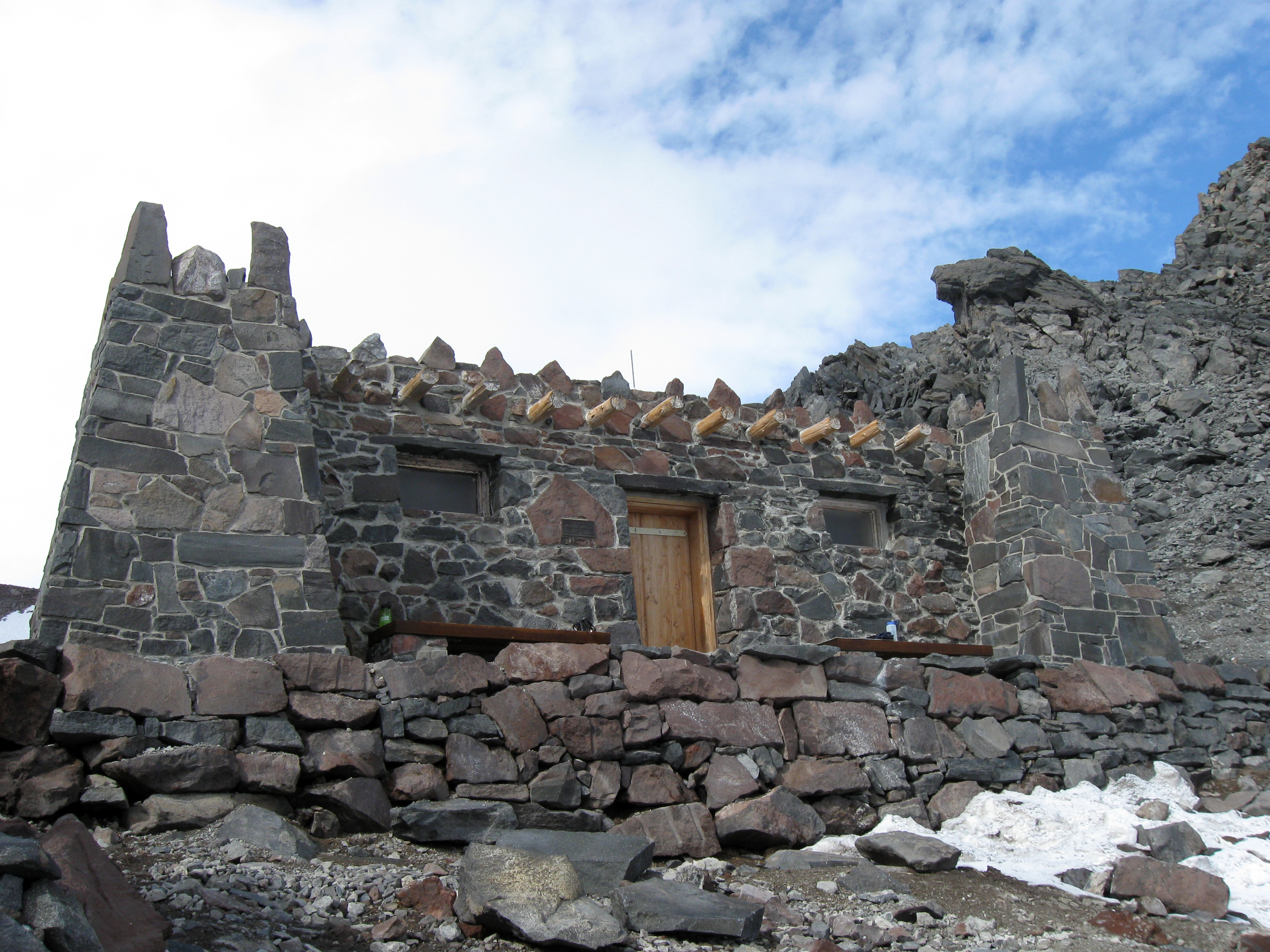
Hlavní budova tábořiště Camp Muir.

Camp Muir, pojmenovaný po přírodovědci Johnu Muirovi, je vysoko položené útočiště pro horolezce na svahu hory Mount Rainier ve stejnojmenném národním parku. Nachází se v nadmořské výšce přibližně 3 100 metrů mezi Muirovým sněhovým polem a Kaulicským ledovcem. Jedná se o nejpoužívanější tábor pro horolezce pokoušející se o zdolání hory.
Zdejší velký veřejný barák byl postaven roku 1921 pod vedením Daniela Raye Hulla ze Správy národních parků. Jedná se o jednopatrový kamenný dům s jednou místností a rozměry 4x8 metrů. V roce 1921 nahradil menší úkryt, který sloužil pouze průvodcům. U vchodu do domu se nachází plaketa věnující stavbu Johnu Muirovi. Menší úkryt, byl postaven roku 1916 místní horolezeckou organizací The Mountaineers. Jeho architektem byl člen organizace Carl F. Gould, stavbu povolil tehdejší ředitel Správy národních parků Stephen Mather. S jedním patrem a rozměry 3x7 metrů se jedná o nejstarší kamennou budovu v parku. V roce 1936 postavily nedaleko Lidové konzervační jednotky (CCC) dvě toalety, z nichž jedna přežila dodnes a je využívána jako sklad.
K vrcholu hory existuje z Paradise dvanáct přístupových cest, z nichž sedm vede přes Camp Muir. Ten byl zařazen do Národního rejstříku historických míst v březnu 1991 a je také částí Národního historického památkového obvodu Mount Rainier, který ochraňuje exempláře rustikální architektury v národním parku.